# 盧天澤
盧天澤，贵州遵義縣（今遵义市）人，清朝政治人物、同進士出身。
咸豐六年（1856年）丙辰科進士，三甲五十一名，后官四川南部縣知縣。